# اوت (مجله)
اَوت (به انگلیسی: Out) مجله آمریکایی با موضوع مد، سرگرمی و سبک زندگی زنان و مردان همجنس‌گراست. انتشار آن از سال ۱۹۹۲ میلادی آغاز شده‌است و امروزه به دو گونهٔ چاپی و دیجیتالی منتشر می‌شود.